# 마저리 도우

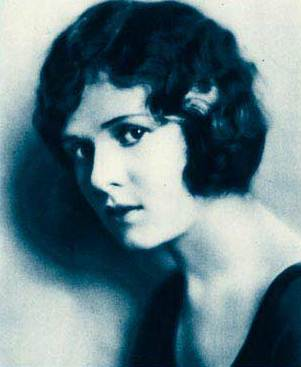

마저리 도우(Margaret House, 1902년 1월 19일 ~ 1979년 3월 18일)는 미국의 배우, 영화배우이다.
콜로라도스프링스에서 태어났으며 헌팅턴비치에서 사망하였다. 사인은 질병이다.

## 영화
- 더 그레이트 리디머 (1920년)
- 써니브룩 농장의 레베카 (1917년)